# Coupe de France de football 1927-1928
Navigation
Coupe de France 1926-1927 Coupe de France 1928-1929
La Coupe de France de football 1927-1928 est la onzième édition de la Coupe de France, la principale compétition à élimination directe mettant aux prises les clubs de football français. Le vainqueur de cette édition est le Red Star Olympique qui remporte le trophée pour la quatrième fois.

## 1ertour
Le premier tour se joue le 18 septembre 1927.
Graffenstaden 10 - 0 Thann[réf. nécessaire]

## 4etour
Le 4e tour se joue le 6 novembre 1927.
| Équipe 1                        | Score | Équipe 2                    |  |
| ------------------------------- | ----- | --------------------------- |  |
| CD Espanol Bordeaux (Sud-Ouest) | 1 - 3 | SO Montpellier (DH Sud-Est) |  |

### 1/32 finale
Matchs joués le 3 décembre 1927, replays joués le 18.
| Vainqueur                   | Score      | Perdant               |
| --------------------------- | ---------- | --------------------- |
| Red Star                    | 1-0        | Nîmes Olympique       |
| CA Paris                    | 5-1        | Audincourt            |
| Stade Français              | 4-3        | Vergèze               |
| FC Mulhouse                 | 2-0        | AC Arles              |
| Amiens SC                   | 3-2 nv     | CASG Paris            |
| Olympique Lillois           | 4-0        | FC Saint-Louis        |
| FC Sète                     | 1-0        | Girondins de Bordeaux |
| Stade Raphaëlois            | 7-3        | CO Saint-Chamond      |
| US Saint-Malo               | 1-1 *; 3-0 | CA Paris XIVe         |
| AS Valentigney              | 3-2        | OGC Nice              |
| US Boulogne                 | 5-0        | AS Amicale Paris      |
| FC Rouen                    | 3-0        | Stade lavallois       |
| Olympique de Marseille      | 8-1        | US Annemasse          |
| La Bastidienne Bordeaux     | 4-1        | Stade brestois 29     |
| SO Montpellier (DH Sud-Est) | 3-2        | Stade bordelais       |
| Stade havrais               | 3-1        | Excelsior             |

| Vainqueur        | Score        | Perdant             |
| ---------------- | ------------ | ------------------- |
| Quimper          | 2-1 nv       | Creil               |
| Le Havre         | 1-1 nv ; 4-1 | Auchel              |
| Drapeau Fougères | 5-0          | Vitry               |
| Cannes           | 10-1         | Lyon OU             |
| Rennes           | 4-2          | UA Paris XVIe       |
| Dieppe           | 7-0          | Le Bourget          |
| Mont-de-Marsan   | 2-1          | Levallois           |
| Club français    | 1-0          | RCalais             |
| RC Rouen         | 0-6 **       | RC Roubaix          |
| Alès             | 2-1          | Juvisy              |
| Quevilly         | 2-0          | Dinard              |
| Tourcoing        | 4-2          | Red Star Strasbourg |
| Belfort          | 6-2          | FC Lyon             |
| CSJB Angers      | 2-1          | Stade roubaisien    |
| US Suisse Paris  | 1-1 nv; 3-1  | Bischwiller         |
| Arras            | 2-1          | Metz                |

## Seizièmes de finale
Les seizièmes de finale se jouent le 8 janvier 1928. Les matches à rejouer se jouent le 22 janvier 1928.
| Équipe 1                               | Score  | Équipe 2                       | Lieu                      | Spectateurs |
| -------------------------------------- | ------ | ------------------------------ | ------------------------- | ----------- |
| US Suisse Paris (DH Paris)             | 0 - 3  | SO Montpellier (DH Sud-Est)    | Paris                     |             |
| Olympique de Marseille (DH Sud-Est)    | 3 - 0  | US Belfort                     | Marseille                 |             |
| FC Mulhouse (DH Alsace)                | 4 - 0  | AS Cannes                      | Mulhouse                  |             |
| CA Paris (DH Paris)                    | 0 - 0  | Le Havre AC (DH Normandie)     | Paris                     |             |
| Le Havre AC (DH Normandie)             | 0 - 1  | CA Paris (DH Paris)            | Le Havre                  |             |
| US Boulogne (DH Nord)                  | 6 - 1  | US Quevilly (DH Normandie)     | Quevilly                  |             |
| Stade Français (DH Paris)              | 3 - 2  | Drapeau de Fougères (DH Ouest) | Paris                     |             |
| Olympique Lillois (DH Nord)            | 10 - 2 | FC Dieppe (DH Normandie)       | Lille                     |             |
| La Bastidienne Bordeaux (DH Sud-Ouest) | 4 - 2  | CSJB Angers (DH Ouest)         | Bordeaux                  |             |
| AC Amiens (DH Nord)                    | 7 - 3  | Stade Rennais UC (DH Ouest)    | Amiens                    |             |
| FC Rouen (DH Normandie)                | 2 - 1  | US Tourcoing (DH Nord)         | Tourcoing                 |             |
| Red Star Olympique (DH Paris)          | 5 - 1  | Stade Quimpérois (DH Ouest)    | Stade de Kerhuel, Quimper | 6 000       |
| AS Valentigney (DH Fra.Comté-Bourg.)   | 6 - 0  | Alès                           | Valentigney               |             |
| FC Cette (DH Sud-Est)                  | 3 - 0  | Stade Montois                  | Sète                      |             |
| Stade Raphaëlois (DH Sud-Est)          | 3 - 0  | Club français (DH Paris)       | Saint-Raphaël             |             |
| US Saint-Servan (DH Ouest)             | 3 - 1  | RC Rouen (DH Normandie)        | Rennes                    |             |
| Stade Havrais (DH Normandie)           | 2 - 2  | RC Arras (DH Nord)             | Le Havre                  |             |
| Stade Havrais (DH Normandie)           | 5 - 2  | RC Arras (DH Nord)             | Arras                     |             |

## Huitièmes de finale
Les huitièmes de finale se jouent le 5 février 1928. Le match à rejouer le 19 février.
| Équipe 1                      | Score  | Équipe 2                               | Lieu                            | Spectateurs |
| FC Cette (DH Sud-Est)         | 3 - 1  | SO Montpellier (DH Sud-Est)            | Stade de l'Huveaune (Marseille) | 9 000       |
| AC Amiens (DH Nord)           | 4 - 4  | Olympique de Marseille (DH Sud-Est)    | (Lyon)                          |             |
| AC Amiens (DH Nord)           | 3 - 2  | Olympique de Marseille (DH Sud-Est)    | Parc des Princes (Paris)        | 25 000      |
| Olympique Lillois (DH Nord)   | 5 - 2, | La Bastidienne Bordeaux (DH Sud-Ouest) | Route de Lorient (Rennes)       |             |
| FC Mulhouse (DH Alsace)       | 2 - 1  | FC Rouen (DH Normandie)                | Stade Buffalo (Montrouge)       | 10 000      |
| CA Paris (DH Paris)           | 2 - 0  | AS Valentigney (DH Fra.Comté-Bourg.)   | Stade Saint-Symphorien (Metz)   | 5 000       |
| Stade Français (DH Paris)     | 1 - 0  | US Boulogne (DH Nord)                  | Stade Victor-Boucquey (Lille)   |             |
| Red Star Olympique (DH Paris) | 5 - 1  | US Saint-Servan (DH Ouest)             | (Angers)                        |             |
| Stade Raphaëlois (DH Sud-Est) | 2 - 1  | Stade havrais (DH Normandie)           | Parc des Sports (Montpellier)   |             |

## Quarts de finale
Les quarts de finale se jouent le 26 février. Le match à rejoué se joue le 15 mars.
| Équipe 1           | Score | Équipe 2          | Lieu                       | Spectateurs     |
| Stade Français     | 2 - 1 | FC Cette          | Stade Buffalo (Montrouge)  | 20 000          |
| FC Mulhouse        | 1 - 0 | Stade Raphaelois  | Stade de la Plaine (Lyon)  | public nombreux |
| Red Star Olympique | 4 - 3 | Amiens AC         | (Tourcoing)                | 10 000          |
| CA Paris           | 0 - 0 | Olympique lillois | Stade des Bruyères (Rouen) | public nombreux |
| CA Paris           | 1 - 0 | Olympique lillois | Stade Buffalo (Montrouge)  | 10 000          |

## Demi-finales
Ces demi-finales ont lieu le 1er avril 1928.
| Équipe 1           | Score | Équipe 2       | Lieu                   | Spectateurs |
| CA Paris           | 5 - 1 | FC Mulhouse    | (Tourcoing)            | 12 000      |
| Red Star Olympique | 8 - 2 | Stade Français | Stade Pershing (Paris) | 18 à 20 000 |

## Finale

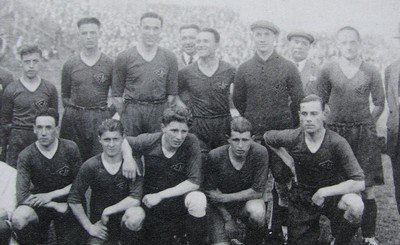
L'équipe du CA Paris. Second rang : J. Laurent, Gauteroux, Fidon, Quentier, Blanc, Ottavis. Premier rang : Ouvray, L. Laurent, Bertrand, Langiller, Mahieu.

| Clubs              | Red Star Olympique - CA Paris |
| Score              | 3 - 1 (2 - 1) |
| Date               | 6 mai 1928 |
| Stade              | Stade olympique Yves-du-Manoir, Colombes 30 000 spectateurs - Recette : 200 086 F                                                                                                  |
| Arbitre            | Georges Balvay |
| Buts               | Wartel (8e), Lund (33e) et Brouzes (61e) pour le Red Star. Bertrand (45e) pour le CA Paris                                                                                         |
| Red Star Olympique | René Espanet – Marcel Domergue (Cap.), Orestes Díaz – Augustin Chantrel, Paul Baron, Paul Wartel – Brenna Egil Lund, Juste Brouzes, Paul Nicolas, Paul Martin, René Lebreton       |
| CA Paris           | Armand Blanc – Jean Fidon, Albert Ottavis – Jean Laurent, Jean Gautheroux, René Quentier (Cap.) – Georges Ouvray, Lucien Laurent, Pierre Bertrand, Marcel Langiller, Roland Mahieu |